# وحدة العلم

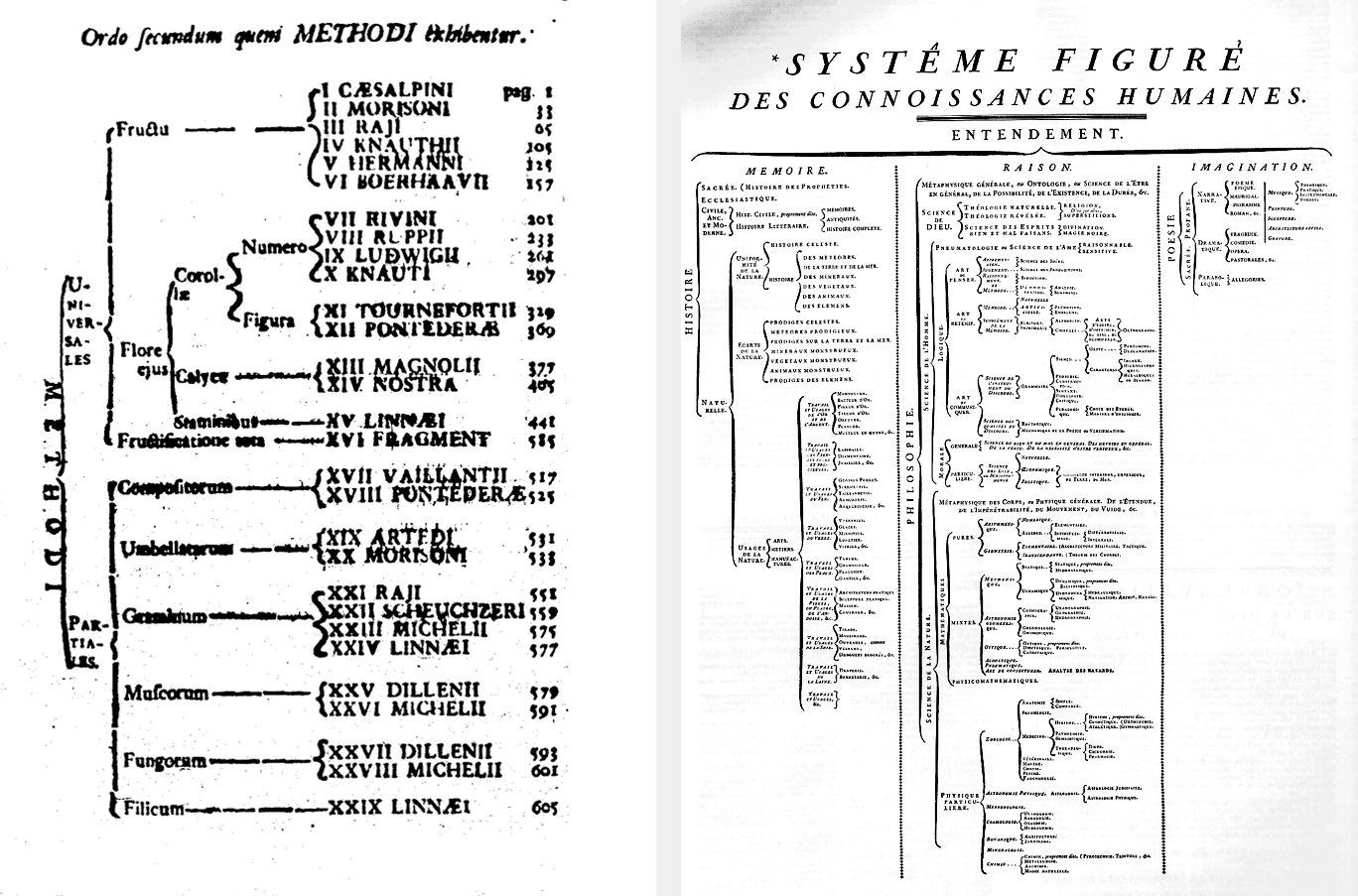

وحدة العلم هي أطروحة في فلسفة العلوم تقول إن جميع العلوم تشكل وحدة موحدة.

## نظرة عامة
على الرغم من أن الفيزياء وعلم الاجتماع، على سبيل المثال، تخصصات متميزة، فإن أطروحة وحدة العلم تقول إنه من حيث المبدأ يجب أن يكونوا جزءًا من مسعى فكري موحد العلم. غالبًا ما ترتبط وحدة أطروحة العلم بإطار لمستويات التنظيم في الطبيعة، حيث الفيزياء هي الأكثر أساسية، والكيمياء في المستوى فوق الفيزياء، وعلم الأحياء فوق الكيمياء، وعلم الاجتماع فوق علم الأحياء، وما إلى ذلك. علاوة على ذلك، فإن الخلايا، والكائنات، والثقافات كلها بيولوجية، ولكنها تمثل ثلاثة مستويات مختلفة من التنظيم البيولوجي.
وقد اقترح أيضا (على سبيل المثال، في عمل جان بياجيه الصورة 1918 عمل بحوث) أن وحدة العلم يمكن اعتبارها من حيث دائرة العلوم، حيث المنطق هو الأساس لمادة الرياضيات، والتي هي الأساس المكانيكة والفيزياء، والفيزياء هي أساس الكيمياء، والكيمياء أساس علم الأحياء، وعلم الأحياء أساس علم الاجتماع والعلوم الأخلاقية وعلم النفس ونظرية المعرفة، وتستند نظرية المعرفة على المنطق.
تم توضيح أطروحة وحدة العلوم بشكل مشهور وجادل مبدئيًا من قبل لودفيج فون بيرتالانفي في «نظرية النظام العام: نهج جديد لوحدة العلوم» عام (1951) بقلم وبول أوبنهايم وهيلاري بوتنام في «وحدة العلم كفرضية عاملة» عام (1958). وجادل في معارضته جيري فودور في «العلوم الخاصة (أو: انقسام العلوم كافتراض عملي)» عام (1974)، بواسطة بول فييربند في مناهضة الأسلوب عام (1975) والأعمال اللاحقة، وبواسطة وجون دوبري في «انقسام العلوم»(1983) واضطراب الأشياء: الأسس الميتافيزيقية لتجزئة العلوم (1993).